# Смит, Дейви Бой (младший)
Гарри Фрэнсис Смит (англ. Harry Francis Smith, род. 2 августа 1985, Калгари, Альберта) — канадский рестлер.
Широко известен под именем Дейви Бой Смит-младший. Бывший трехкратный командный чемпион IWGP, двукратный командный чемпион GHC, двукратный командный чемпион NWA и командный чемпион MLW. Он также выступал в World of Sport Wrestling (WOS Wrestling) под именем Британский Бульдог-младший. Он известен по выступлениям в Major League Wrestling (MLW), New Japan Pro-Wrestling (NJPW) и Pro Wrestling Noah, регулярно выступая в команде с Лэнсом Арчером под названием Killer Elite Squad.
Он сын покойного рестлера «Британского бульдога» Дэйви Боя Смита и Дианы Харт, младшей дочери промоутеров Стю Харта и Хелен Харт. Он также известен тем, что выступал в WWE под именем Дэвид Харт Смит.

## Карьера в рестлинге

### Возвращение в WWE (2020—2021)
16 июля 2021 года провёл матч перед трансляцией SmackDown!, в котором он и Остин Тиори победили Одисси Джонса и Зиона Куинна. Позже в интервью для соцсетей WWE Гарри Смит подтвердил своё возвращение в компанию спустя 10 лет. Освобожден от контакта с WWE 4 ноября 2021 года.

## Титулы и достижения

### Professional wrestling
- All Star Wrestling
  - Чемпион ASW в тяжёлом весе (1 раз)
- All-Star Wrestling — British Columbia
  - Чемпион трансканады ASW (1 раз)
- AWA Pinnacle Wrestling
  - Чемпион AWA Pinnacle в тяжёлом весе (1 раз)[4][5]
- Big Time Wrestling (Ньюарк, Калифорния)
  - Чемпион BTW в тяжёлом весе (1 раз)[6]
- Зал славы канадского рестлинга
  - Индивидуально[7]
  - С семьей Харт[7]
- Florida Championship Wrestling
  - Южный чемпион FCW в тяжёлом весе (1 раз)[8]
  - Командный чемпион Флориды FCW (1 раз) — с Ти Джеем Уилсоном[9]
- Hart Legacy Wrestling
  - Чемпион наследия Стю Харта (1 раз)[10]
  - Мемориальный кубок Стю Харта (2016)
- Great North Wrestling
  - Телевизионный чемпион мира GNW (1 раз)[11]
- Major League Wrestling
  - Командный чемпион мира MLW (1 раз) — с Брайаном Пиллманом-младшим и Тедди Хартом
  - GTC Carnival (2004) — с Ти Джеем Уилсоном[12]
  - Opera Cup (2019)
- National Wrestling Alliance
  - Командный чемпион мира NWA (3 раза) — с Лэнсом Арчером (2) и Дагом Уильямсом (1)[13][14]
- New Japan Pro-Wrestling
  - Командный чемпион IWGP (3 раза) — с Лэнсом Арчером[15][16]
- New Breed Wrestling Association
  - Чемпион NBWA в тяжёлом весе (1 раз)[17]
- Next Generation Wrestling
  - Чемпион NGW в тяжёлом весе (1 раз)[5]
- Prairie Wrestling Alliance
  - Чемпион PWA (1 раз)
  - Командный чемпион PWA (1 раз) — с Ти Джеем Уилсоном[4][5]
- Pro Wrestling Illustrated
  - № 69 в топ 500 рестлеров в рейтинге PWI 500 в 2010[18]
- Pro Wrestling Noah
  - Командный чемпион GHC (2 раза) — с Лэнсом Арчером[19]
- Real Canadian Wrestling
  - Канадский чемпион RCW в тяжёлом весе (1 раз)[20]
- Resistance Pro Wrestling
  - Чемпион RPW в тяжёлом весе (1 раз)[21]
- Ring Ka King
  - Командный чемпион RKK (1 раз) — с Чаво Герреро-младшим[22]
  - Турнир за командное чемпионство RKK (2011) — с Чаво Герреро-младшим
- Stampede Wrestling
  - Международный командный чемпион Stampede (2 раза) — с Апокалипсисом (1) и Кирком Мелником (1)[4][23]
  - Чемпион Северной Америки Stampede в тяжёлом весе (1 раз)[4][24][25]
- World of Sport Wrestling
  - Командный чемпион WOS (1 раз) — с Градо[26]
- World Wrestling Entertainment/WWE
  - Командный чемпион мира (1 раз, последний) — с Тайсоном Киддом[27]
  - Командный чемпион WWE (1 раз) — с Тайсоном Киддом[28]
  - Трофей Bragging Rights (2009)[29]